# Serie A 1992-1993 (calcio femminile)
L'edizione 1992-1993 è stata la ventiseiesima edizione del campionato di Serie A femminile italiana di calcio.
La Reggiana R. Zambelli ha conquistato lo scudetto per la terza volta nella sua storia, ma al termine del campionato ha deciso di non iscriversi alla stagione successiva della Serie A a causa di problemi finanziari. Il titolo di capocannoniere della Serie A è andato a Carolina Morace, calciatrice del Milan 82, autrice di 33 gol. Sono retrocessi in Serie B l'Agliana, la Juventus e l'Arezzo. Al termine del campionato, oltre alla Reggiana, anche il Firenze e del Monteforte Irpino hanno rinunciato a iscriversi alla Serie A. Di conseguenza, l'Agliana è stata riammessa in Serie A.

## Stagione

### Novità
Al termine della stagione 1991-1992 il Monteforte Irpino, il Carrara e il Prato sono stati retrocessi in Serie B. Al loro posto sono stati promossi il GEAS e l'Agliana, vincitori dei due gironi della Serie B 1991-1992, più il Bologna, vincitore dello spareggio promozione.
Al termine del campionato la Fiammamonza e l'Aurora Mombretto si fondono dando vita alla Fiammamonza Aurora. Inoltre la Turris rinuncia a iscriversi alla Serie A. Di conseguenza, il Monteforte Irpino è stato riammesso in Serie A ed è stato ripescato l'Arezzo.

### Formato
Le 16 squadre partecipanti si affrontano in un girone all'italiana con partite di andata e ritorno per un totale di 30 giornate.
Le ultime tre classificate retrocedono in Serie B.

## Squadre partecipanti
| Club                 | Città                   | Stagione precedente   |
| -------------------- | ----------------------- | --------------------- |
| Agliana              | Agliana (PT)            | 1º posto in Serie B/B |
| Arezzo               | Arezzo                  | 2º posto in Serie B/B |
| Bologna CF           | Bologna                 | 2º posto in Serie B/A |
| Fiammamonza Aurora   | Monza (MI)              | 9º posto in Serie A   |
| Firenze              | Firenze                 | 5º posto in Serie A   |
| G.E.A.S.             | Sesto San Giovanni (MI) | 1º posto in Serie B/A |
| Gravina              | Gravina di Catania (CT) | 6º posto in Serie A   |
| FCF Juventus         | Torino                  | 13º posto in Serie A  |
| Lazio CF             | Roma                    | 3º posto in Serie A   |
| Milan 82 Salvarani   | Milano                  | Campione d'Italia     |
| Monteforte Irpino    | Monteforte Irpino (AV)  | 14º posto in Serie A  |
| Pordenone Albatros   | Pordenone               | 11º posto in Serie A  |
| Reggiana R. Zambelli | Reggio Emilia           | 1º posto in Serie A   |
| Torino               | Venaria Reale (TO)      | 7º posto in Serie A   |
| Verona CF            | Verona                  | 10º posto in Serie A  |
| Woman Sassari        | Sassari                 | 4º posto in Serie A   |

## Classifica finale
|  | Pos. | Squadra              | Pt | G  | V  | N  | P  | GF | GS | DR  |
|  | ---- | -------------------- | -- | -- | -- | -- | -- | -- | -- | --- |
|  | 1.   | Reggiana R. Zambelli | 55 | 30 | 25 | 5  | 0  | 92 | 4  | +88 |
|  | 2.   | Milan 82 Salvarani   | 52 | 30 | 24 | 4  | 2  | 75 | 20 | +55 |
|  | 3.   | G.E.A.S.             | 36 | 30 | 13 | 7  | 10 | 40 | 27 | +13 |
|  | 4.   | Firenze              | 36 | 30 | 12 | 12 | 6  | 49 | 38 | +11 |
|  | 5.   | Woman Sassari        | 34 | 30 | 13 | 8  | 9  | 42 | 18 | +24 |
|  | 6.   | Lazio CF             | 33 | 30 | 12 | 9  | 9  | 35 | 28 | +7  |
|  | 7.   | Gravina              | 33 | 30 | 11 | 11 | 8  | 36 | 31 | +5  |
|  | 8.   | Torino               | 29 | 30 | 11 | 7  | 12 | 47 | 40 | +7  |
|  | 9.   | Bologna CF           | 29 | 30 | 10 | 9  | 11 | 32 | 36 | -4  |
|  | 10.  | Fiammamonza Aurora   | 27 | 30 | 8  | 11 | 11 | 21 | 30 | -9  |
|  | 11.  | Monteforte Irpino    | 27 | 30 | 9  | 9  | 12 | 18 | 30 | -12 |
|  | 12.  | Pordenone Albatros   | 25 | 30 | 6  | 3  | 11 | 24 | 34 | -10 |
|  | 13.  | Verona CF            | 25 | 30 | 8  | 9  | 13 | 24 | 47 | -13 |
|  | 14.  | Agliana              | 22 | 30 | 7  | 8  | 15 | 33 | 53 | -20 |
|  | 15.  | FCF Juventus         | 11 | 30 | 3  | 5  | 22 | 26 | 77 | -51 |
|  | 16.  | Arezzo               | 6  | 30 | 1  | 4  | 25 | 8  | 89 | -81 |

Legenda:
      Campione d'Italia
      Retrocesse in Serie B 1993-1994
Note:
Due punti a vittoria, uno a pareggio, zero a sconfitta.
La Reggiana Refrattari Zambelli, il Firenze e il Monteforte Irpino hanno successivamente rinunciato all'iscrizione alla Serie A.
L'Agliana è stata successivamente riammesso in Serie A a completamento organico 1993-1994.

## Risultati

### Calendario
| andata      | 1ª giornata               | ritorno     |
| 19 set.1992 |                           | 30 gen.1993 |
| 1-5         | Agliana-Milan 82          | 0-3         |
| 5-0         | Bologna-Arezzo            | 3-1         |
| 0-1         | Fiammamonza-Sassari       | 0-1         |
| 1-2         | GEAS-Firenze              | 1-1         |
| 1-1         | Gravina Catania-Pordenone | 1-0         |
| 3-4         | Juventus-Verona           | 1-2         |
| 1-3         | Lazio-Torino              | 1-0         |
| 0-3         | Monteforte-Reggiana       | 0-6         |

| andata      | 4ª giornata                | ritorno     |
| 24 ott.1992 |                            | 20 feb.1993 |
| 0-5         | Arezzo-Firenze             | 0-1         |
| 1-1         | Fiammamonza-Agliana        | 0-0         |
| 1-0         | Gravina Catania-Monteforte | 0-1         |
| 0-3         | Juventus-GEAS              | 0-4         |
| 1-0         | Milan 82-Torino            | 2-1         |
| 0-1         | Pordenone-Bologna          | 1-1         |
| 6-0         | Reggiana-Verona            | 4-0         |
| 1-0         | Sassari-Lazio              | 0-1         |

| andata      | 7ª giornata            | ritorno     |
| 21 nov.1992 |                        | 20 mar.1993 |
| 2-2         | Arezzo-Milan 82        | 0-2         |
| 1-0         | Bologna-Monteforte     | 0-1         |
| 4-4         | Firenze-Torino         | 1-1         |
| 1-1         | GEAS-Reggiana          | 0-0         |
| 1-1         | Juventus-Fiammamonza   | 0-1         |
| 0-0         | Pordenone-Lazio        | 0-0         |
| 2-0         | Sassari-Agliana        | 1-1         |
| 0-3         | Verona-Gravina Catania | 2-2         |

| andata      | 10ª giornata             | ritorno     |
| 12 dic.1992 |                          | 17 apr.1993 |
| 0-4         | Arezzo-Agliana           | 0-5         |
| 0-1         | Bologna-Sassari          | 1-0         |
| 1-1         | Firenze-Pordenone        | 3-2         |
| 0-0         | Gravina Catania-Reggiana | 0-5         |
| 3-0         | Lazio-Verona             | 1-0         |
| 3-0         | Milan 82-Fiammamonza     | 3-1         |
| 1-1         | Monteforte-Juventus      | 1-0         |
| 3-0         | Torino-GEAS              | 3-2         |

| andata     | 13ª giornata          | ritorno     |
| 9 gen.1993 |                       | 15 mag.1993 |
| 3-2        | Agliana-Torino        | 1-6         |
| 2-0        | Fiammamonza-Arezzo    | 4-0         |
| 1-0        | GEAS-Bologna          | 0-0         |
| 1-1        | Gravina Catania-Lazio | 2-4         |
| 0-1        | Juventus-Firenze      | 0-3         |
| 0-1        | Monteforte-Verona     | 1-2         |
| 4-0        | Reggiana-Pordenone    | 2-0         |
| 0-3        | Sassari-Milan 82      | 1-1         |

| andata     | 2ª giornata            | ritorno    |
| 3 ott.1992 |                        | 6 feb.1993 |
| 0-2        | Arezzo-Gravina Catania | 0-3        |
| 1-1        | Firenze-Lazio          | 3-1        |
| 4-0        | Milan 82-Monteforte    | 2-0        |
| 2-2        | Pordenone-Agliana      | 0-0        |
| 1-0        | Reggiana-Fiammamonza   | 5-0        |
| 4-1        | Sassari-Juventus       | 4-0        |
| 4-0        | Torino-Bologna         | 1-0        |
| 1-1        | Verona-GEAS            | 0-3        |

| andata      | 5ª giornata          | ritorno     |
| 31 ott.1992 |                      | 27 feb.1993 |
| 0-6         | Agliana-Reggiana     | 0-3         |
| 2-1         | Bologna-Fiammamonza  | 0-1         |
| 1-0         | Firenze-Sassari      | 0-0         |
| 2-2         | GEAS-Gravina Catania | 1-0         |
| 1-0         | Lazio-Arezzo         | 0-1         |
| 4-1         | Pordenone-Juventus   | 0-3         |
| 0-0         | Torino-Monteforte    | 2-1         |
| 3-2         | Verona-Milan 82      | 0-5         |

| andata      | 8ª giornata             | ritorno     |
| 28 nov.1992 |                         | 27 mar.1993 |
| 0-2         | Arezzo-Pordenone        | 0-1         |
| 0-1         | Fiammamonza-GEAS        | 0-0         |
| 0-0         | Gravina Catania-Sassari | 0-0         |
| 1-1         | Lazio-Bologna           | 1-1         |
| 4-1         | Milan 82-Firenze        | 3-2         |
| 2-0         | Monteforte-Agliana      | 1-0         |
| 6-0         | Reggiana-Juventus       | 6-0         |
| 1-0         | Torino-Verona           | 0-1         |

| andata      | 11ª giornata                | ritorno     |
| 19 dic.1992 |                             | 24 apr.1993 |
| 0-0         | Agliana-Firenze             | 0-3         |
| 0-0         | Fiammamonza-Gravina Catania | 0-0         |
| 4-1         | GEAS-Arezzo                 | 1-0         |
| 0-0         | Juventus-Lazio              | 0-3         |
| 2-1         | Pordenone-Torino            | 0-1         |
| 1-0         | Reggiana-Milan 82           | 0-0         |
| 0-1         | Sassari-Monteforte          | 0-1         |
| 0-1         | Verona-Bologna              | 0-0         |

| andata      | 14ª giornata             | ritorno     |
| 16 gen.1993 |                          | 22 mag.1993 |
| 0-1         | Arezzo-Juventus          | 0-7         |
| 1-1         | Bologna-Agliana          | 1-2         |
| 1-1         | Firenze-Fiammamonza      | 2-0         |
| 2-0         | Lazio-Monteforte         | 0-0         |
| 1-0         | Milan 82-Gravina Catania | 3-1         |
| 1-1         | Pordenone-GEAS           | 1-2         |
| 1-3         | Torino-Reggiana          | 0-3         |
| 0-1         | Verona-Sassari           | 1-2         |

| andata      | 3ª giornata             | ritorno     |
| 17 ott.1992 |                         | 13 feb.1993 |
| 2-2         | Agliana-Juventus        | 4-0         |
| 0-1         | Bologna-Milan 82        | 1-1         |
| 1-2         | Firenze-Gravina Catania | 2-1         |
| 1-0         | GEAS-Sassari            | 0-0         |
| 1-2         | Lazio-Reggiana          | 0-1         |
| 0-0         | Monteforte-Fiammamonza  | 0-1         |
| 3-1         | Torino-Arezzo           | 1-1         |
| 0-0         | Verona-Pordenone        | 1-1         |

| andata      | 6ª giornata            | ritorno     |
| 14 nov.1992 |                        | 13 mar.1993 |
| 1-3         | Agliana-GEAS           | 0-2         |
| 1-0         | Fiammamonza-Verona     | 0-0         |
| 2-2         | Gravina Catania-Torino | 1-0         |
| 0-2         | Juventus-Bologna       | 0-2         |
| 1-0         | Milan 82-Lazio         | 5-1         |
| 3-0         | Monteforte-Arezzo      | 0-0         |
| 2-1         | Reggiana-Firenze       | 2-0         |
| 0-1         | Sassari-Pordenone      | 1-0         |

| andata     | 9ª giornata              | ritorno    |
| 5 dic.1992 |                          | 3 apr.1993 |
| 0-1        | Agliana-Lazio            | 1-3        |
| 1-1        | Bologna-Firenze          | 6-2        |
| 2-1        | Fiammamonza-Torino       | 1-0        |
| 2-3        | GEAS-Milan 82            | 0-1        |
| 1-2        | Juventus-Gravina Catania | 1-5        |
| 0-0        | Pordenone-Monteforte     | 0-0        |
| 0-1        | Sassari-Reggiana         | 0-0        |
| 1-1        | Verona-Arezzo            | 1-0        |

| andata     | 12ª giornata            | ritorno    |
| 2 gen.1993 |                         | 8 mag.1993 |
| 0-4        | Arezzo-Sassari          | 0-13       |
| 0-7        | Bologna-Reggiana        | 0-4        |
| 2-2        | Firenze-Verona          | 0-0        |
| 1-0        | Gravina Catania-Agliana | 0-2        |
| 3-1        | Lazio-Fiammamonza       | 0-0        |
| 2-0        | Milan 82-Pordenone      | 3-0        |
| 2-0        | Monteforte-GEAS         | 0-0        |
| 1-1        | Torino-Juventus         | 2-0        |

| andata      | 15ª giornata            | ritorno     |
| 23 gen.1992 |                         | 29 mag.1993 |
| 1-0         | Agliana-Verona          | 1-2         |
| 0-0         | Fiammamonza-Pordenone   | 2-4         |
| 2-0         | GEAS-Lazio              | 1-4         |
| 3-1         | Gravina Catania-Bologna | 0-0         |
| 1-5         | Juventus-Milan 82       | 1-4         |
| 0-2         | Monteforte-Firenze      | 2-2         |
| 4-0         | Reggiana-Arezzo         | 4-0         |
| 2-0         | Sassari-Torino          | 3-3         |

## Verdetti finali
- Reggiana Refrattari Zambelli Campione d'Italia 1992-1993.
- Agliana (poi ripescata), Juventus e Arezzo retrocesse in Serie B.
- Reggiana, Firenze e Monteforte Irpino non si iscrivono alla Serie A 1993-1994.